# サン・マルティーノ・スッラ・マッルチーナ
サン・マルティーノ・スッラ・マッルチーナ（イタリア語: San Martino sulla Marrucina）は、イタリア共和国アブルッツォ州キエーティ県にある、人口約900人の基礎自治体（コムーネ）。

## 地理

### 位置・広がり

#### 隣接コムーネ
隣接するコムーネは以下の通り。
- カザカンディテッラ
- ファーラ・フィリオールム・ペトリ
- フィレット
- グアルディアグレーレ
- ラピーノ

## 行政

### 分離集落
サン・マルティーノ・スッラ・マッルチーナには、以下の分離集落（フラツィオーネ）がある。
- Colle di Paolo, Fontana, Gamberale, Magrellino, Colle Crudele, Piane Sermane, Piano Palomba